# ウルトラ怪獣モンスターファーム
『ウルトラ怪獣モンスターファーム』（ウルトラかいじゅうモンスターファーム）は、バンダイナムコエンターテインメントより2022年10月20日に発売されたNintendo Switch専用ゲームソフト。公式の略称は「怪獣ファーム」。キャッチコピーは「ウルトラ怪獣、育ててみませんか？」。

## 概要
円谷プロダクションの特撮作品「ウルトラシリーズ」とコーエーテクモゲームスのゲーム作品「モンスターファームシリーズ」のコラボレーションタイトル。『モンスターファーム』と『モンスターファーム2』のゲームシステムをベースにして、ウルトラシリーズに登場するバルタン星人、ゼットン、ゴモラなどの「ウルトラ怪獣」を育成することができる。
2022年6月28日配信の任天堂のWeb番組「Nintendo Direct mini ソフトメーカーラインナップ 2022.6.28」内で発表された。ウルトラシリーズのゲーム作品としては、2018年発売の『なりキッズパーク ウルトラマンR/B』から約4年ぶりの完全新作となる。またモンスターファームシリーズのゲーム作品としては2009年サービス開始の『モンスターファームラグーン』から約13年ぶりの完全新作となる。

## 関連商品
「ウルトラ怪獣モンスターファームとあそぼう！」 (講談社 Mook (テレビマガジン))
発売日：2023年11月14日 / 出版社：講談社 / ISBN 978-4065320884
特別付録：ソフビヒーロー キングジョーゼットン

## PVアニメ
2022年9月9日、新作PVアニメーション「ウルトラ怪獣モンスターファーム THE ANIMATION」のタイトルで映像化。テレビアニメ版を手掛けたトムス・エンタテインメント傘下のマーザ・アニメーションプラネットが務め、種﨑敦美がハルヤ役、内田雄馬がヒロト役、伊瀬茉莉也がカネゾー役をそれぞれ演じていた。ホリィ役はテレビアニメ版でも同役を担当した國府田マリ子が演じている。